# Gerren

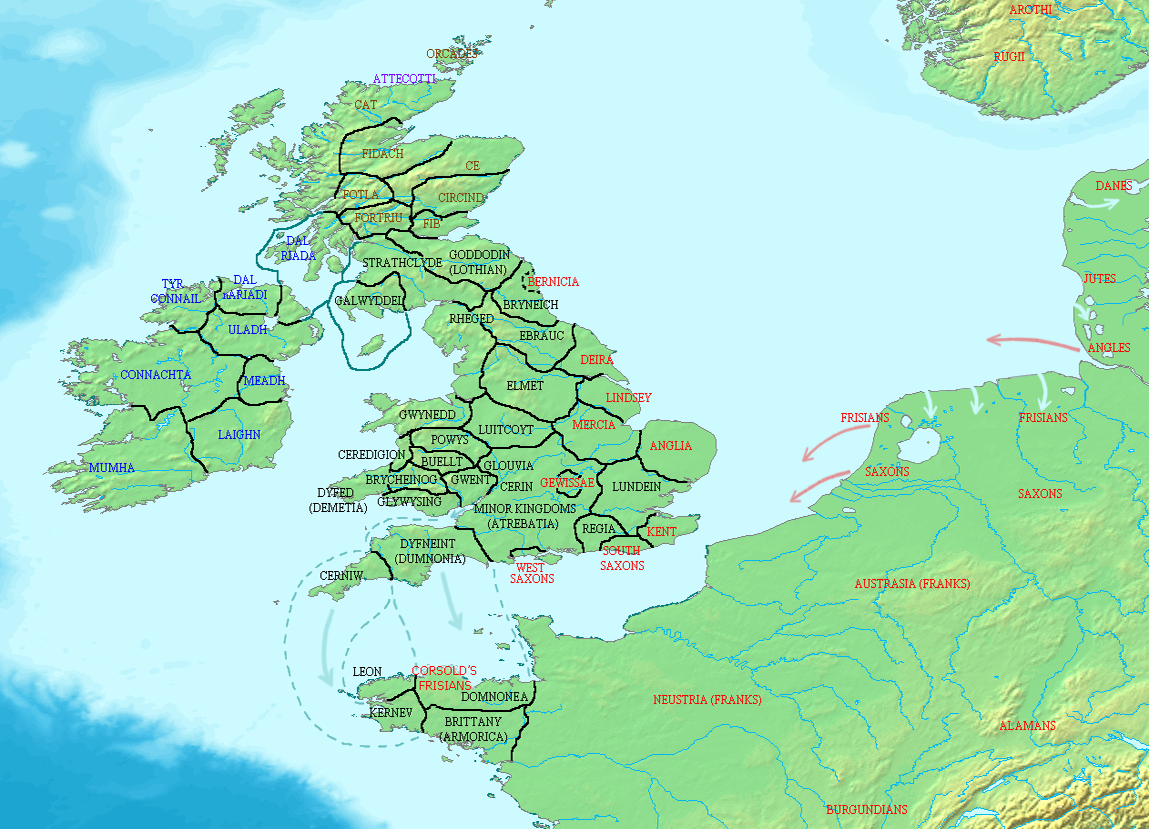
Britannia attorno al 500 d.C.

Gerren (Geraint e Gerontius; fl. VIII secolo) è stato sovrano della Dumnonia agli inizi dell'VIII secolo.

## Biografia
Era, forse, figlio di Dungarth I. Durante il suo regno, la Dumnonia sembra aver spesso combattuto contro gli anglosassoni. Gerren era l'ultimo sovrano di una Dumnonia unita che la storia ricordi e viene chiamato re dei gallesi dalla Cronaca anglosassone: i re successivi regnarono infatti su un territorio sempre più ridotto e che alla fine era limitato solo a una parte della Cornovaglia. 
Ricevé una lettera molto acrimoniosa da san Aldhelm dopo il sinodo di Whitby, attorno al 700/705 sul problema della Pasqua e su quello della forma della tonsura. Da questa lettera si capisce che tra il VII e il VIII secolo i britanni della Cornovaglia e del Devon continuavano a celebrare la Pasqua in base alle date calcolate dalla Chiesa celtica e non a quelle della chiesa cattolica di Roma. Alla fine Gerren si trovò d'accordo con Aldhelm di aderire alla tradizione cattolica romana. 
Secondo Florence di Worcester, Gerren fu ucciso nel 710, dopo una serie di battaglie che culminarono con una vittoria dei sassoni del Wessex e del Sussex guidati da re Ine del Wessex. Fu probabilmente in questo periodo che il Devon fu conquistato dal Wessex. Dopo la morte di Gerren, Ine non riuscì comunque a imporre la sua autorità sulla Cornovaglia. Nel 722, secondo gli Annales Cambriae, i sassoni del Wessex furono sconfitti dagli eserciti della Cornovaglia nelle tre battaglie di Helil, Gartmailauc e Pencon.
William Forbes Skene e altri studiosi suggeriscono che Gerren di Dumnonia vada identificato col guerriero elogiato nel poema la Battaglia di Llongborth, tradizionalmente attribuito a Llywarch Hen. Altri studiosi associano l'uomo ucciso con Geraint ab Erbin, un re che sarebbe vissuto nel V secolo e che era legato alle leggende arturiane e la cui storicità è molto dubbia. Skene identifica la battaglia di Llongborth con quella combattuta nel 710 Gerren e Ine, ipotizzando che questa località vada identificata con Langport (Somerset).